# 1872年-1907年の国鉄ダイヤ改正
1872年-1907年の国鉄ダイヤ改正（1872ねんから1907ねんのこくてつだいやかいせい）では、日本における初の鉄道が開業した1872年（明治5年）から、鉄道国有法に基く日本鉄道・山陽鉄道など主要私鉄の国有化が完了した1907年（明治40年）までに実施された、官営鉄道・国有鉄道におけるダイヤ改正について記す。

## 1872年（明治5年）
- 5月17日（旧暦・この翌年から使用が開始された新暦だと6月12日）　日本初の鉄道となる品川駅 - 横浜駅（現在の桜木町駅）間が仮開業。途中に駅はなし。当初、日2往復の列車が設定された。
- 6月5日（新暦7月10日）　途中駅として川崎駅と神奈川駅（現在廃止）が開業。
- 9月12日（新暦10月14日）　新橋駅（後の汐留駅で、現在廃止） - 横浜駅が正式開業。翌日より営業を開始。旅客列車の本数も日9往復（12時を除いて8時から18時まで毎時1本ずつ）へ増発される。

## 1874年（明治7年）
- 5月11日　日本で2番目の鉄道となる、大阪駅 - 神戸駅が仮開業。日8往復の旅客列車を設定。

## 1877年（明治10年）
- 2月5日　京都駅 - 神戸駅の鉄道が正式開業。京都駅 - 大阪駅には日10往復、大阪駅 - 神戸駅には11往復の列車を設定。

## 1880年（明治13年）
- 11月28日　北海道初の鉄道として、開拓使の手により官営幌内鉄道の手宮駅（小樽市、現在廃止） - 札幌駅が開業。日1往復の列車を設定。

なおここまでの鉄道敷設は国が行っていたが、西南戦争の軍費支出等により財政難に陥ったことなどから、民間資本による鉄道建設を認め、幹線鉄道の建設を行わせることになった。1881年（明治14年）設立の日本鉄道を初めとして、山陽鉄道・九州鉄道などの私鉄が次々に設立され、これらは国有鉄道と協力または競い合う形で鉄道路線を整備して行くことになる。

## 1882年（明治15年）
前年5月8日に京浜（新橋 - 横浜）間の鉄道が複線化されたのを受け、3月1日に同線でのダイヤが改正される。
列車本数は日14往復に増発された。そのうち4往復は「急行」と称して、途中品川駅・神奈川駅のみ停車にして45分で走破することになった（同区間は従来、各駅停車列車で所要53分）。これを急行列車のはしりとする説もあるが、特別料金等の徴収もなく、どちらかといえば後世の短距離快速列車に近い存在であったといえる。

## 1889年（明治22年）
この年4月16日、静岡駅 - 浜松駅が開業した事によって現在の東海道本線にあたる新橋駅 - 長浜駅が開業、長浜駅 - 大津駅の鉄道連絡船と大津駅 - 神戸駅の鉄道（大津駅 - 京都駅は1880年7月14日に開業）を利用する事によって東西間（東京 - 京都・大阪）が一応結び付けられた。
そして7月1日、長浜駅 - 馬場駅（現在の膳所駅にあたる）の鉄道が開業して東海道本線（国府津 - 沼津間は現在の御殿場線経由）が全通した。新橋駅 - 神戸駅直通の列車は1往復設定され、その所要時間は下りが20時間5分、上りが20時間10分であった。

## 1893年（明治26年）
現在の信越本線（一部しなの鉄道）は、1885年（明治18年）10月15日に高崎駅 - 横川駅が、1888年（明治21年）12月1日に軽井沢駅 - 直江津駅が官設でそれぞれ開業していたが、碓氷峠を挟む横川駅 - 軽井沢駅はその急勾配ゆえ建設がとどこおり、民営の馬車鉄道である碓氷馬車鉄道によって連絡していた。東西両京間を結ぶ鉄道は当初中山道経由が予定されていたが、これが東海道経由へ変更された背景の一つとして、中山道碓氷峠区間が非常な難所であり、建設・運行が困難であると目されたという一面がある。
この年4月1日の改正では、信越線区間で残された横川駅 - 軽井沢駅が、アプト式のラック式鉄道を用いることでようやく開業した。高崎駅 - 直江津駅を列車は下りが8時間35分、上りが8時間40分で走破したが、そのうち碓氷峠の区間（距離11.2km・標高差570m）だけでも1時間10-20分を要していたという。

## 1894年（明治27年）
この年は、4月16日・5月5日・5月7日・6月10日・10月17日と段階的に東海道線の時刻が改正され、東京駅 - 神戸駅直通の列車は3往復へ増発された。所要時間も約30分 - 1時間短縮されている。それ以外にも多くの長距離列車が設定されるようになった。
またこの年6月10日からは、私鉄の山陽鉄道で日本初の長距離急行列車が運行を開始している。

## 1896年（明治29年）
官営鉄道初の急行列車が、この年9月1日のダイヤ改正により山陽鉄道に刺激された形で新橋駅 - 神戸駅に設定される。品川駅・横浜駅・大船駅（下りのみ）・国府津駅・沼津駅・静岡駅・浜松駅・豊橋駅・大府駅・名古屋駅・岐阜駅・大垣駅・米原駅・草津駅・馬場駅・京都駅・大阪駅・三ノ宮駅と停車駅を絞り、同区間を下りが17時間22分、上りが17時間9分と、それまでより2 - 3時間もの短縮が図られた。

## 1898年（明治31年）
1897年（明治30年）11月に等級の呼び名がそれまでの上等・中等・下等から一等・二等・三等へ変わった。鉄道網の整備が進められると同時に、次第に旅客輸送に「サービス精神」も見られるようになっていったのである。
この年8月1日実施の改正では東海道線に夜行急行列車が設定され、急行が2往復になった。また、新橋駅 - 横浜駅を無停車で走り38分で結ぶ短距離急行も2往復新設されている。山陽鉄道でもこの時同時に改正が行われ、急行列車の速度を大幅に向上させるとともに、それ用の客車は高速運転に適したボギー台車装備の大型車に全て置き換えられた。加えて列車給仕（列車ボーイ）を急行に乗車させるようになり、電灯を取り付けるなど、旅客サービス面も含めて全国の鉄道に先駆けた施策が次々に施されるようになった。これには瀬戸内海航路との競合があったことが一因であると言われている。官営鉄道もこれを追いかける形で同様の施策を行った。

## 1903年（明治36年）
1900年（明治33年）4月8日に山陽鉄道が日本初の寝台車運行を開始したが、これに半年遅れた10月1日、官営鉄道東海道線の急行列車にも寝台車が連結開始された。1901年（明治34年）12月15日にはこれまた山陽鉄道（1899年5月25日）に2年半遅れて食堂車が連結開始されるなど、山陽鉄道と競い合う形で官鉄でも旅客サービスの向上が推し進められていった。
そのような状況で同年1月20日に実施された改正は山陽鉄道と足並みを揃えて同時に行われ、東海道線の急行列車は昼行が上下とも全区間の所要時間を15時間とし、夜行も下りが15時間20分、上りが15時間15分と、約2時間もの速度短縮が一気にはかられている。

## 1904年（明治37年）
この年2月10日に日露戦争が勃発し、それに伴う形で鉄道も兵員・軍需輸送を優先する「臨戦態勢」へと突入することとなった。その4日後になる2月14日実施の改正では東海道線の急行が全て各駅停車へ格下げされ、全線の所要時間は26時間余りを要するようになった。戦局の状況に応じて以後も改正が繰り返され、7月26日 - 9月23日には一時的に全区間を19時間余りで走る急行が復活している。

## 1905年（明治38年）
この年5月27日・5月28日の日本海海戦で、日本の連合艦隊はロシアのバルチック艦隊に勝利し、この結果同年9月にポーツマス条約が結ばれたことで、1年におよぶ日露戦争が終結した。
それに先だつ8月1日のダイヤ改正では、山陽鉄道に直通して新橋駅 - 下関駅を結ぶという画期的な長距離急行列車が新設された。しかし時期尚早であったか、僅か3ヶ月で消滅している。

## 1906年（明治39年）
この年3月31日に鉄道国有法が公布され、日本国内の主要私鉄である北海道炭礦鉄道・甲武鉄道・日本鉄道・岩越鉄道・山陽鉄道・西成鉄道・九州鉄道・北海道鉄道・京都鉄道・阪鶴鉄道・北越鉄道・総武鉄道・房総鉄道・七尾鉄道・徳島鉄道・関西鉄道・参宮鉄道の計17私鉄が翌年までに国有化される事となった。産業・軍事上の面で一元的な運営を行うことが望ましいとの判断によるもので、帝国議会に於ける激しい紛糾の末に決定された措置であった。国有鉄道の営業路線延長はそれまでの約1,549マイル（約2,492km）から約4,373マイル（約7,036km）とおよそ3倍になって、残った私鉄は約435マイル（約700km）であったため、それまでの「私鉄王国」から「国鉄王国」へ日本の鉄道は変貌する事になったのである。日本の鉄道黎明期においては、官鉄と旅客サービスの取り組みを競った山陽鉄道や、名阪間輸送で官鉄と激しい旅客獲得競争を展開した関西鉄道など、独自性の強い私鉄も多かったが、この国有化を機として、日本の幹線鉄道は東海道線を頂点とする一種のピラミッド型組織を形成しつつ、全国的な画一化への道を辿ることになる。
鉄道国有法が公布された直後にあたる4月16日に実施された改正では、新橋駅 - 神戸駅に「最急行」と称する、急行列車より上格の列車が新設された。最急行自体は1901年（明治34年）から山陽鉄道が運行していたが、この列車では乗車の際運賃の他に特別料金として急行券購入を要し、日本初の有料優等列車となった。新橋駅 - 神戸駅の所要時間は、上下とも13時間40分であった。

## 1907年（明治40年）
前年12月の山陽鉄道買収に伴い、3月16日に時刻が改正される。新橋駅 - 神戸駅運行の最急行列車が所要時間を30分短縮した他、新橋駅 - 下関駅を結ぶ急行列車が再び登場した。
国有化に備えた各私鉄でのダイヤ改正もあちこちで行われ、例えば1906年（明治39年）11月1日に国有化された日本鉄道ではそれに先駆けた4月16日に同鉄道初の急行列車を上野駅 - 青森駅（海岸線、後の常磐線経由）と上野駅 - 仙台駅（現在の東北本線経由）に設定し、上野駅 - 青森駅ではそれまでの各駅停車よりも2時間半速い下り19時間50分・上り19時間35分で結んだ。1907年（明治40年）4月1日に国有化された九州鉄道でも、それに先立つ1906年（明治39年）5月10日に「最大急行」と称した速達列車を門司駅（後の門司港駅） - 八代駅と門司駅 - 長崎駅にそれぞれ1往復ずつ設定している。
鉄道国有法に伴う17社国有化は、1907年（明治40年）10月1日の関西鉄道・参宮鉄道を持って終了し、以後国有鉄道主導での全国一元的な輸送体制の確立が図られていくことになる。